# Ikuo Nishikawa
Ikuo Nishikawa (jap. 西川 幾雄 Nishikawa Ikuo; ur. 11 września 1940) – japoński seiyū i aktor dubbingowy, związany z agencją Production Baobab.

## Role głosowe
- 1968: Star of the Giants – Mishima
- 1969: Judo Boy – Sanshiro
- 1971: Wandering Sun – Yumemaro
- 1973: Casshan – Casshern
- 1975: Brave Raideen – Tarō Sarumaru
- 1980: Przygody Tomka Sawyera – Jim
- 1980: The New Adventures of Gigantor – Robby
- 1993: The Irresponsible Captain Tylor – Robert J. Hanner
- 1993: Nintama Rantarō – ojciec Rantarō
- 1994: Magical Circle Guru Guru – Prezydent Ciemności
- 1996: Rurōni Kenshin – Saizuchi
- 1997: Berserk – Godo
- 2004: Rozen Maiden – Motoharu Shibasaki
- 2004: Siedmiu Samurajów – Gisaku
- 2005: Naruto – Sukeza
- 2005: Magister Negi Magi – dyrektor Akademii Magii
- 2007: Romeo x Juliet – Baltazar
- 2009: Naruto Shippūden – Fukasaku
- 2012: Fate/Zero – Glen Mackenzie